# Corbin Strong
Corbin Strong (ur. 30 kwietnia 2000 w Invercargill) – nowozelandzki kolarz szosowy i torowy. Olimpijczyk (2020).

## Osiągnięcia

### Kolarstwo szosowe
Opracowano na podstawie:

2019
- 1. miejsce w klasyfikacji młodzieżowej Tour de Kumano
- 1. miejsce w klasyfikacji młodzieżowej Tour de Korea
- 1. miejsce w klasyfikacji punktowej Tour de Ijen

2020
- 3. miejsce w New Zealand Cycle Classic
  - 1. miejsce w klasyfikacji młodzieżowej

2021
- 1. miejsce w New Zealand Cycle Classic
  - 1. miejsce w klasyfikacji młodzieżowej
  - 1. miejsce na 1. etapie (jazda drużynowa na czas)

2022
- 1. miejsce na 1. etapie Tour of Britain
- 2. miejsce w Coppa Bernocchi

### Kolarstwo torowe
Opracowano na podstawie:

2017
- 3. miejsce w mistrzostwach świata juniorów (wyścig drużynowy na dochodzenie)

2018
- 1. miejsce w mistrzostwach Oceanii juniorów (wyścig indywidualny na dochodzenie)
- 1. miejsce w mistrzostwach Oceanii juniorów (omnium)
- 1. miejsce w mistrzostwach Oceanii juniorów (madison)
- 3. miejsce w mistrzostwach Oceanii juniorów (wyścig punktowy)
- 1. miejsce w mistrzostwach świata juniorów (wyścig drużynowy na dochodzenie)

2020
- 1. miejsce w mistrzostwach Oceanii (wyścig punktowy)
- 2. miejsce w mistrzostwach świata (wyścig drużynowy na dochodzenie)
- 1. miejsce w mistrzostwach świata (wyścig punktowy)

## Rankingi

### Kolarstwo szosowe
| Rok              | 2019 | 2020 | 2021 | 2022 | 2023 | 2024 |
| ---------------- | ---- | ---- | ---- | ---- | ---- | ---- |
| World Ranking    | 758. | 980. | 751. | 168. | 63.  | 39.  |
| UCI Oceania Tour | 43.  | 55.  | 33.  | 9.   | 5.   | -    |
|                  |      |      |      |      |      |      |
| Źródło: UCI      |      |      |      |      |      |      |